# Nippez
Nippez war eine Magazinsendung der deutschen Ausgabe des Senders Nickelodeon.

## Inhalt
Es wurden Kurzfilme aus aller Welt präsentiert. Moderiert wurde das Magazin von dem Wal Nippez, welcher eine Handpuppe war.
Die Sendung wurde durch die Ansagen des Wals geprägt, der damit für gute Stimmung sorgte. Mit dabei waren schon vorher bekannten Nick-Stars wie Action League Now!, Doodlez, Lila und Braun, Domo, Spider and Fly und Diese Buxen Räuber.

## Ausstrahlung
Die Erstausstrahlung in Deutschland war am 30. Juni 2008 auf dem Programmfenster Nick nach acht, das die Abendschiene des Kindersenders Nick vom 1. Januar bis zum 14. Dezember 2008 war. Eine Sendung dauerte jeweils 30 Minuten. Durch die Einstellung des Programmfensters wurden die Ausstrahlungen sämtlicher Serien, darunter auch Nippez, eingestellt.